# Шон Еванс
Шон Еванс је енглески глумац који је рођен у Ливерпулу. Његова најпознатија улога је инспектор Морс у серији Млади инспектор Морс.

## Биографија
Евансова породица је из Северне Ирске. Рођен је и одрастао у Ливерпулу, где је његов отац радио као таксиста, а мајка у болници. Има брата који је старији једанаест месеци. Еванс је стекао стипендију за колеџ Св. Едварда, који је похађао од 1991. до 1998. и где је почео да глуми у школским продукцијама. Завршио је курс у Националном позоришту за младе пре него што се преселио у Лондон у доби од 17 до 18 година да би студирао на Гилдхолској школи за музику и драму касније. 

## Каријера
Прва битнија улога му је била у комичној драми Teachers 2002. године. Следеће године је глумио у ирској комедији The Boys from County Clare. Филмови у којима је имао запаженије улоге су:  Being Julia, The Situation, Cashback, Gone, Boy A, Telstar: The Joe Meek Story, Princess Kaiulani. 
Учествовао је у докудрами The Project и такође у минисерији из 2005. године - The Virgin Queen. 
Телевизијска појављивања Еванса укључују серије БиБиСи—ја Murder City и Ashes to Ashes, као и драму The Take. Године 2007. је глумио у филму Sparkle. 
Године 2012. је глумио у драми Silk као и у серији The Last Weekend.
Од 2012. Еванс глуми младог инспектора Морса, где се серија фокусира на рану каријеру детектива. Почетна епизода емитована је 2. јануара 2012. Канал ITV је снимио седам сезона серије а очекује се и осма. 
Еванс је режирао две епизоде у серији Млади инспектор Морс као и три епизоде у серији Casualty. 

## Улоге
| Година    | Наслов                     | Улога                   | Награде       |
| --------- | -------------------------- | ----------------------- | ------------- |
| 2002      | Teachers                   | Џон Пол Китинг          |               |
| 2003      | The Boys from County Clare | Теди                    |               |
| 2004      | Being Julia                | Том Фенел               |               |
| 2006      | Cashback                   | Шон Хигин               |               |
| 2006      | Gone                       | Алекс                   |               |
| 2006      | Murder City                | Рајан Еверет            |               |
| 2007      | Boy A                      | Крис                    |               |
| 2007      | Sparkle                    | Сем Спаркл              |               |
| 2007      | Inspector George Gently    | Лори Елтон              | Пилот епизода |
| 2009      | Princess Kaiulani          | Клив Дејвис             |               |
| 2009      | The Take                   | Џими Џексон             |               |
| 2009      | Ashes to Ashes             | Кевин Хејлс             |               |
| 2009      | Dread                      | Квад                    |               |
| 2011      | Wreckers                   | Ник                     |               |
| 2012      | Whitechapel                | Слај Дрискол            |               |
| 2012      | Silk                       | Данијел Ломас           |               |
| 2012      | The Last Weekend           | Ијан                    |               |
| 2012–2023 | Млади инспектор Морс       | Наредник инспектор Морс |               |
| 2014      | War Book                   | Том                     |               |
| 2015      | The Scandalous Lady W      | Ричард Ворсли           |               |